# Загальновидовий центр бойової підготовки ОЗС НАТО
Загальновидовий центр бойової підготовки ОЗС НАТО (en Joint Force Training Centre, JFTC) —  навчальний центр НАТО підпорядкований Allied Command Transformation, створено 2004 року в Бидгощі. В центрі відбувається підготовка офіцерів з країн, що входять до НАТО і тих, що співпрацють за програмою Партнерство заради миру. Крім того, на базі центру щороку проводяться багатонаціональні навчання CWIX.

## Галерея

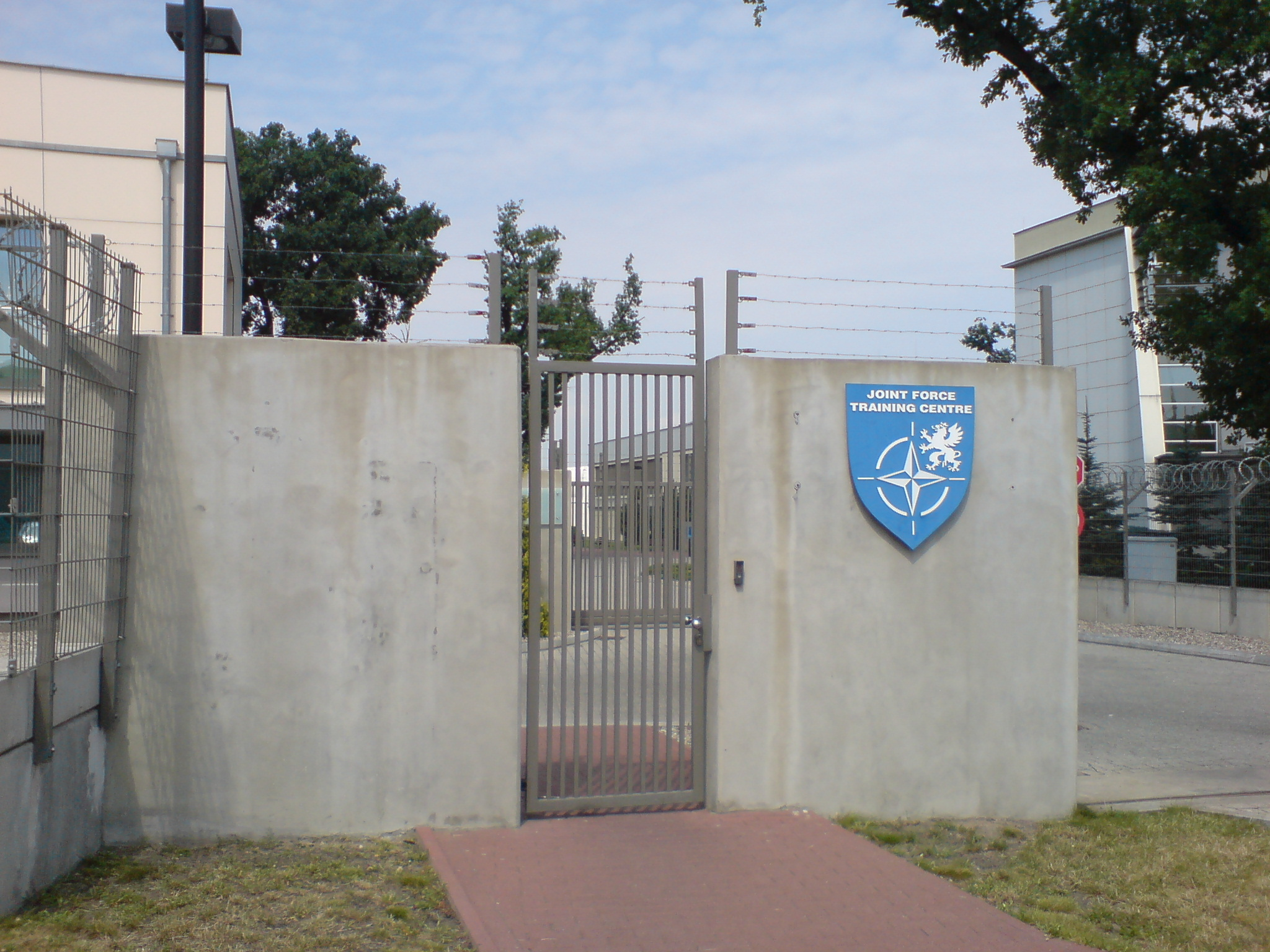
Загальновидовий центр бойової підготовки ОЗС НАТО
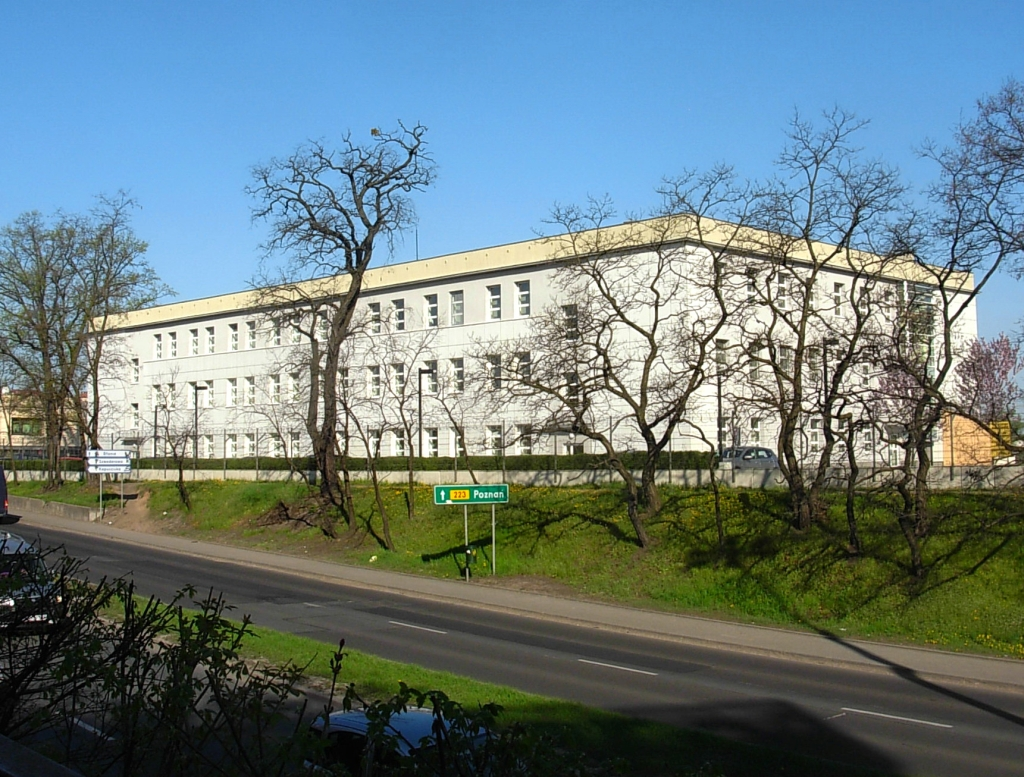
2013 р.
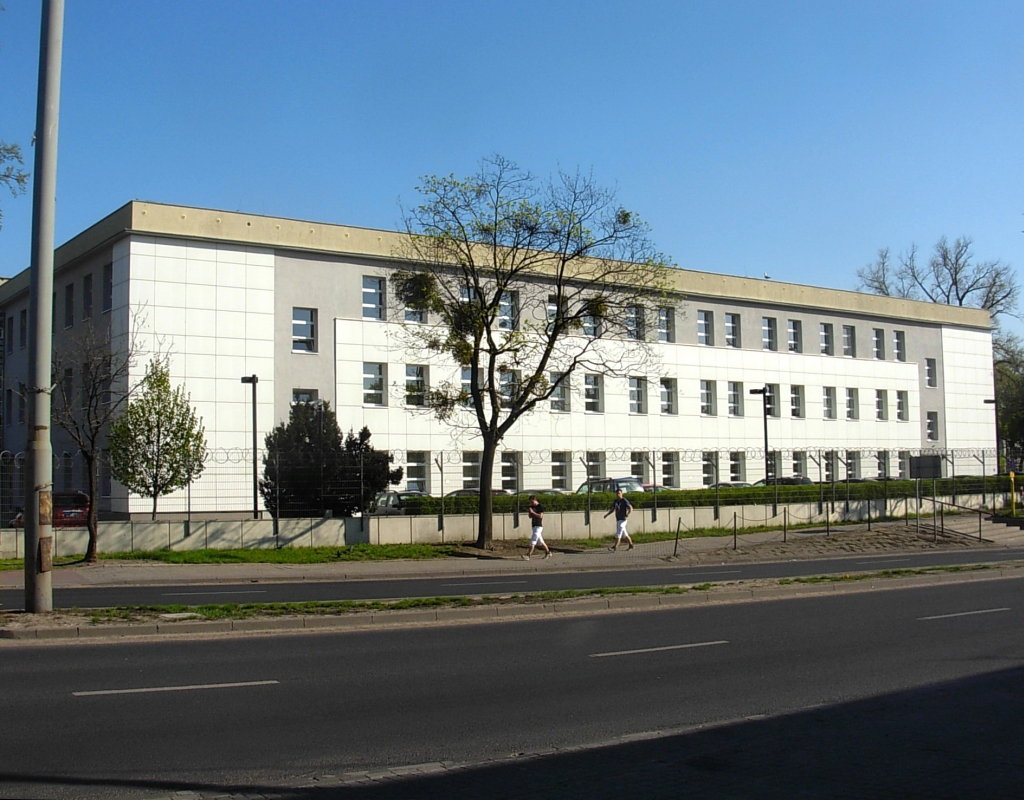
2013 р.
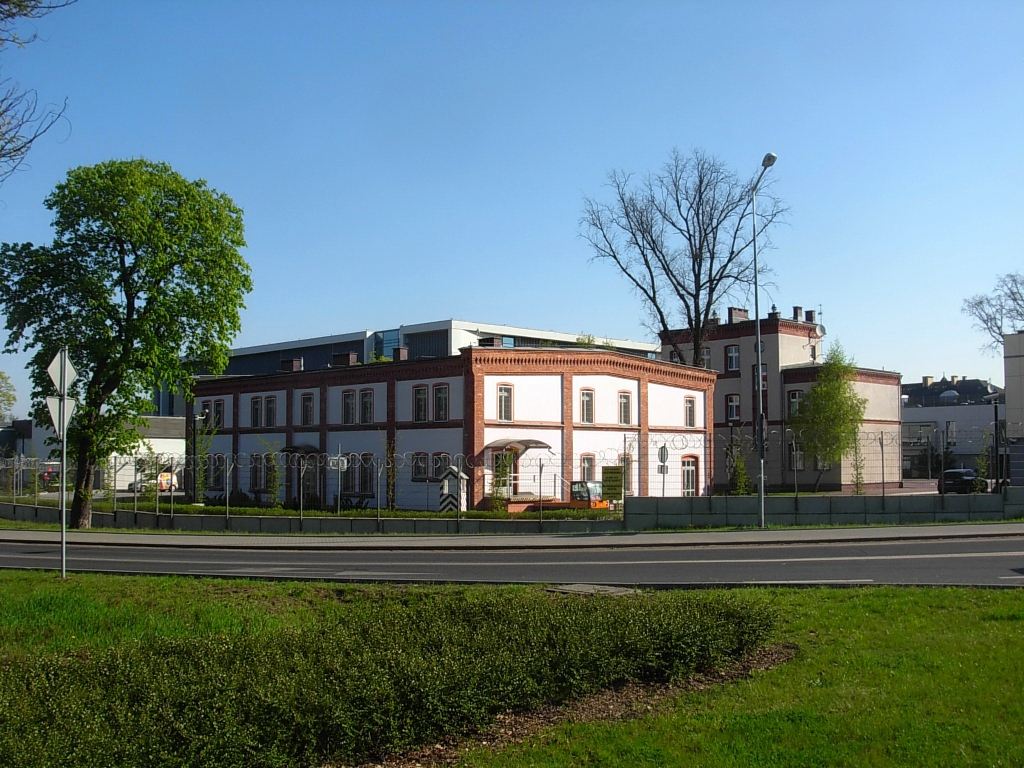
2013 р.
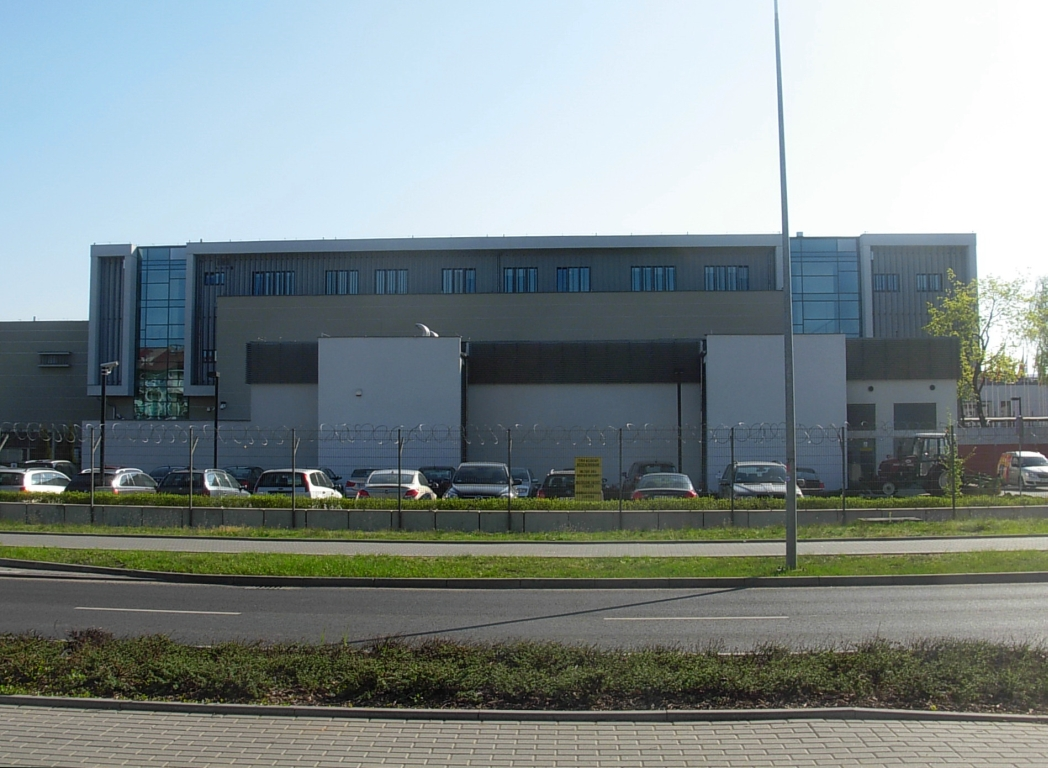
2013 р.